# De Onafhankelijken (kunstenaarsvereniging)

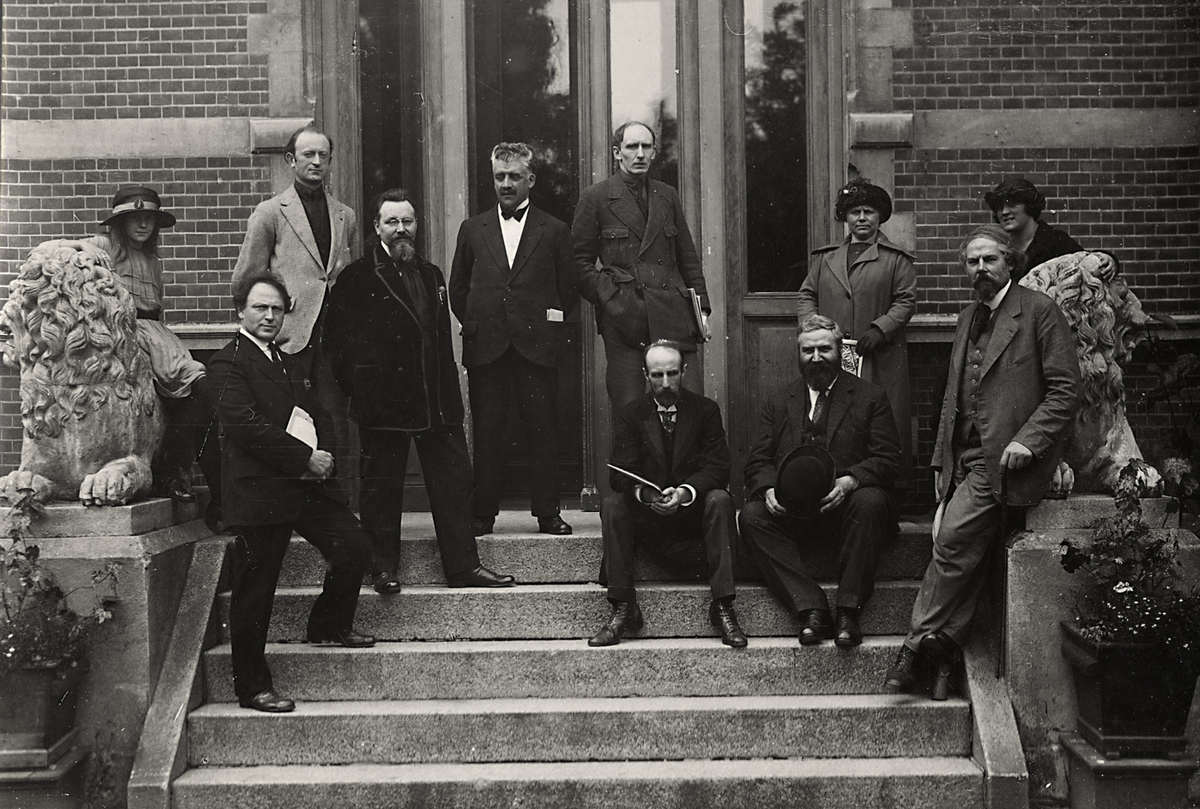
Bestuursleden van de kunstenaarsvereniging "De Onafhankelijken" in 1922. V.l.n.r. Maurits de Groot (1e voorz), Harmen H. Meurs, Jan de Boer, Raoul Martinez, Kees Heynsius, Henri Boot (1e secr), Dirk Berend Nanninga en Jan Visser.

De Onafhankelijken is een vereniging van beeldend kunstenaars in Amsterdam. De vereniging werd opgericht op 13 juli 1912 in navolging van de Salon des Indépendants in Parijs. Als protest tegen de heersende opvattingen in kunst en cultuur streefde de nieuwe groepering naar vrijheid van werken door het organiseren van ‘juryvrije exposities’. De eerste voorzitter was Herman E. Mees, de eerste secretaris Phocas Fokkens.
In de beginjaren jaren hield men halfjaarlijkse exposities, waarop werken van vertegenwoordigers van zeer uiteenlopende stromingen te zien waren. De Onafhankelijken hebben een belangrijke rol gespeeld in de omslag in de beeldende kunst die aan het begin van de twintigste eeuw plaatsvond.

## Beginperiode

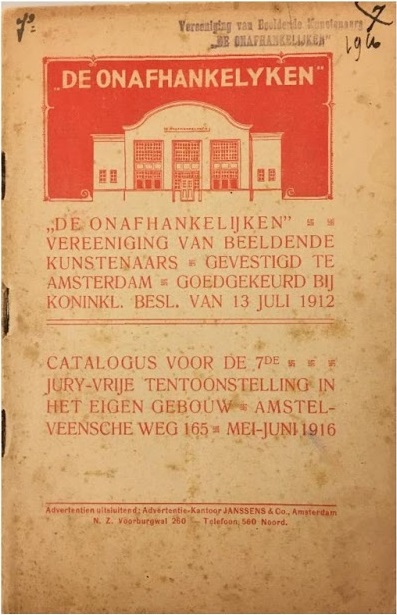
Catalogus voor de 7de jury-vrije tentoonstelling, mei-juni 1916.

Een van de oprichters zou Anton Kristians geweest zijn. Op verschillende exposities in de eerste jaren was het vernieuwende werk van buitenlandse kunstenaars te zien, zoals van Henri Le Fauconnier, Marc Chagall, Wassily Kandinsky en Francis Picabia. Van de Nederlandse exposanten kunnen worden genoemd Charley Toorop, Arnout Colnot , Laurens van Kuik en Erich Wichmann.
In 1924 organiseerde men een expositie over de recente Duitse kunst met werken van expressionisten als Max Pechstein, Alexej von Jawlensky en Erich Heckel. In 1927 volgt een belangrijke tentoonstelling met werken van Wassily Kandinsky in het Stedelijk Museum en in 1929 schonk men via een tentoonstelling veel aandacht aan de Duitse kunststroming Neue Sachlichkeit, die inmiddels ook in Nederland aan invloed won (nieuwe zakelijkheid). In 1930 kon men dankzij de inspanningen van De Onafhankelijken kennismaken met het in die dagen verrassende werk van het surrealisme.

## 1930-1945

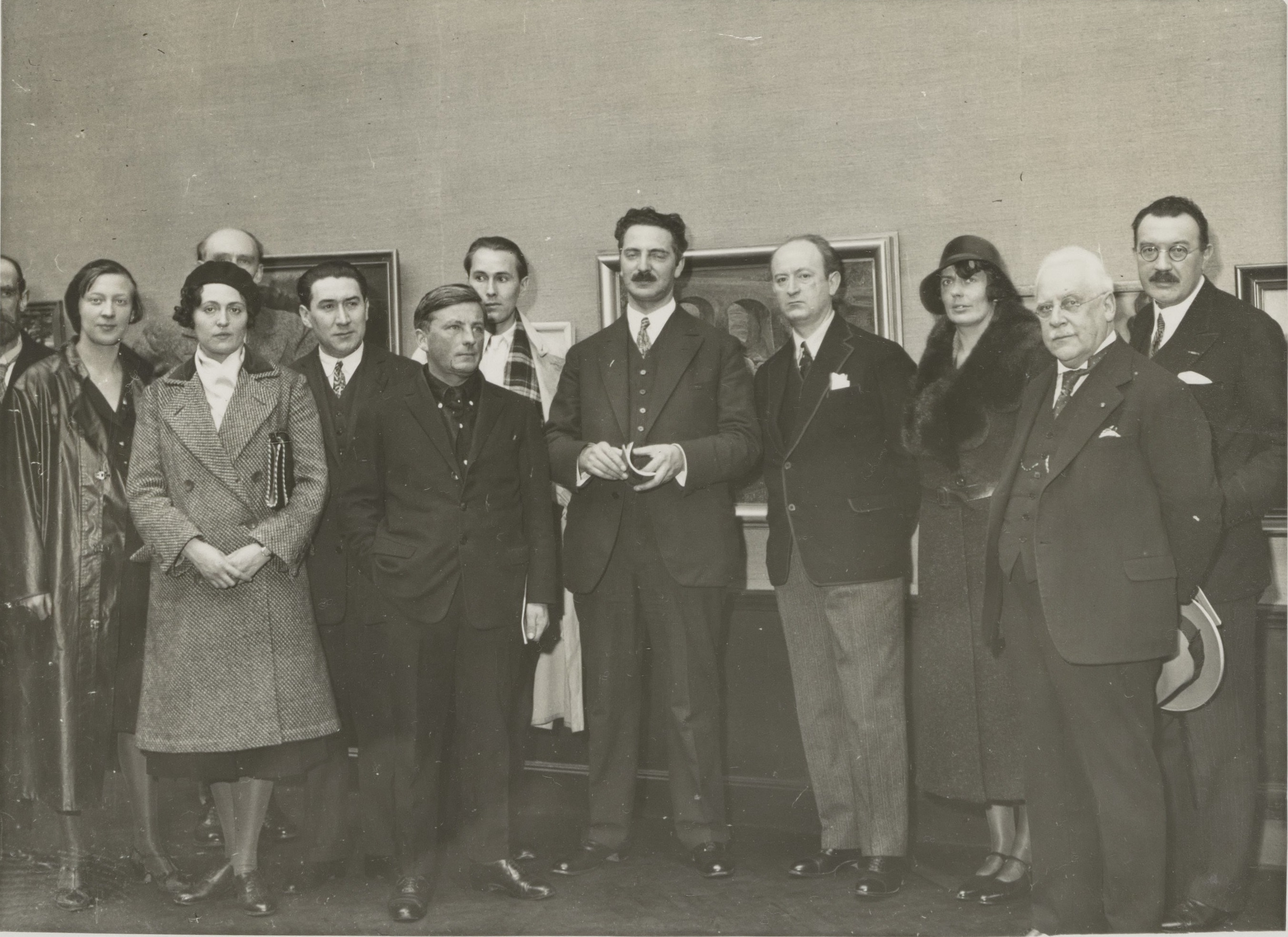
De Onafhankelijken in het Stedelijk Museum, 1931

In de jaren dertig werd de kunstenaarsvereniging geconfronteerd met censuur vanuit de directie van het Stedelijk Museum. Het betrof werken van Jopie Moesman, Horst Strempel en Harmen Meurs. Daarop besloot de vereniging de expositie te sluiten. Weliswaar kwam de censuur van buiten de vereniging, maar voor sommige leden ging het maatschappelijk protest soms te ver. Een aantal kon zich niet goed vinden in een politieke stellingname in de kunst, ook wanneer het protest het opkomende fascisme betrof. 
Mulder (1978, 234) stelt dat er daarom weinig weerstand was toen De Onafhankelijken zich in de bezettingstijd aansloten bij de Kultuurkamer. Niet iedereen kon zich overigens met deze gang van zaken verenigen. Leden als Frits Sieger, Jan Wiegers, Nola Hatterman, Willy Boers, Henk Henriët, Leo Braat, Maaike Braat-Rolvink, Wim Bosma en Jo Voskuil weigerden zich aan te melden. Direct na de oorlog werd het bestuur van de kunstenaarsvereniging door het Militair Gezag ontbonden en een nieuw bestuur geïnstalleerd. Een aantal bestuursleden werd het door een uitspraak van de Eereraad voor de Beeldende Kunsten in januari 1946 enige tijd verboden om een bestuursfunctie te bekleden. Hieronder waren Jan van Deene, Dan Becking en Roelf Jongman.

## Na de Tweede Wereldoorlog
Na de Tweede Wereldoorlog ontstonden er problemen tussen De Onafhankelijken en Willem Sandberg van het Stedelijk Museum. Voor Sandberg was de kunstenaarsvereniging te behoudend voor de naoorlogse fase van experimentele kunst. Hij zag liever niet dat De Onafhankelijken hun periodieke exposities in het Stedelijk Museum zouden houden. De vereniging exposeerde daarom aanvankelijk in Museum Fodor, maar keerde in 1963 weer in het Stedelijk Museum terug in de nieuwe vleugel. Deze situatie duurde tot 1993, toen de relatie met het Stedelijk Museum werd verbroken (onder hevig protest). Daarna werd vijf jaar onderdak gevonden in De Zaaijer, een voormalige kerk aan de Keizersgracht. Na deze periode werd op diverse plaatsen geëxposeerd.
Een tiental jaren (in ieder geval tussen ca. 1995 en 2005) organiseerden leden van De Onafhankelijken enkele keren per week open inloopateliers in een pand aan de Koestraat 5 te Amsterdam. Hier konden leden en niet-leden zich bekwamen in modeltekenen en -boetseren. Aan deze productieve bijeenkomsten kwam een einde toen de gemeente Amsterdam de huur drastisch verhoogde zodat de vereniging de huur niet meer kon opbrengen.
Het archief van de vereniging bestaande uit ledenlijsten, catalogi en gastenboeken is ondergebracht bij het Rijksbureau voor Kunsthistorische Documentatie (RKD) te Den Haag.

## Huidige situatie
De vereniging telt ruim vijftig leden. De vereniging beschikt niet meer over een eigen gebouw en expositieruimte maar vergadert en werkt in de ruimte van De Zondagsschilders (Rozenstraat 206 in Amsterdam). Naast de jaarlijkse ledententoonstelling wordt er nu ook op andere manieren geëxposeerd: 'De Onafhankelijken op Locatie'. Dit zijn exposities in een kleiner groepsverband die door een groepje leden zelf worden georganiseerd op wisselende locaties in en om Amsterdam. Er wordt extra stimulans hieraan gegeven doordat informatie over mogelijkheden van dergelijke locaties door de vereniging wordt verzameld; bovendien krijgt elke expositie op locatie een financiële bijdrage uit de verenigingskas.
Met zes andere kunstenaarsverenigingen binnen de stad vormden De Onafhankelijken sinds 1970 de Stichting SAK (Samenwerkende Amsterdamse Kunstenaarsverenigingen). Na het wegvallen voor de diverse kunstenaarsverenigingen van de ruime expositie-locatie 'De Nieuwe Vleugel' van het Stedelijk Museum Amsterdam in 1993 werden door de SAK gedurende een flink aantal jaren op nieuwe locaties exposities georganiseerd, waar alle leden van de aangesloten verenigingen aan konden deelnemen. Dit samenwerkingsverband moest stoppen omdat er geen subsidie meer werd verleend en de kosten niet door de verenigingen konden worden gedragen.